# Robin Stentenbach
Kai Robin Stentenbach (* 1994) ist ein ehemaliger deutscher Nationalspieler in der Boulespiel-Sportart Pétanque im Deutschen Boccia-, Boule- und Pétanque-Verband e.V. Er ist mehrfacher deutscher Meister und war Teilnehmer bei Europa- und Weltmeisterschaften.

## Karriere
Stentenbach spielt seit seiner Jugend Boule. Er wurde bis 2020 mehrfach in den Nationalkader berufen. Er spielte für den 1. Boules Club Petanque Bad Godesberg (Bonn) in der Pétanque-Bundesliga und wechselte 2023 zum BC Achern.
Er ist Rechtshänder und spielt bevorzugt die Spielposition Milieu und Tireur.
Stentenbach war Teilnehmer bei der Weltmeisterschaft 2018 und 2019 und den Europameisterschaften der Espoirs (U23) im Jahr 2013, 2015 und 2016. Bei der EM 2015 und EM 2016 der Espoirs (U23) errang er jeweils die Bronze-Medaille.
2017 errang Stentenbach mit seinem Spielpartner Geert Peers den 1. Platz bei den deutschen Meisterschaften im Doublette. Dem vor der Saison aus Belgien zur Münchner Kugelwurfunion gewechselte Peers war jedoch regelwidrig eine deutsche Lizenz ausgestellt worden, da im belgischen Verband gegen ihn ein Verfahren lief und ihm die belgische Lizenz entzogen wurde. Dieser Sachverhalt blieb sowohl dem Deutschen Pétanque-Verband als auch seinem neuen Verein in München verborgen. Der Titel des deutschen Meisters wurde unrechtmäßig erworben und auch seinem Partner Stentenbach aberkannt. Im Nachgang wurden die beiden Finalgegner Tobias Müller und Abdoulaye Diol zu den deutschen Meistern im Doublette 2017 ernannt.

## Erfolge als Spieler

### International
- 2013: Teilnahme an der Europameisterschaft Espoirs (U23)[5]
- 2015: 3. Platz Europameisterschaft Espoirs (U23) zusammen mit Moritz Rosik, Marco Lonken und Manuel Strokosch
- 2016: 3. Platz Europameisterschaft Triplette Espoirs (U23) zusammen mit Tehina Anania, Christian Faimann und Vincent Probst
- 2018: Teilnahme an der Weltmeisterschaft[6][7]
- 2019: Teilnahme an der Weltmeisterschaft[8]

### National
(Quelle)
- 2011: 3. Platz Deutsche Meisterschaft Triplette Juniors (U18) zusammen mit Moritz Leibelt und Niklas Flocken
- 2014: 2. Platz Deutsche Meisterschaft Tête-à-Tête
- 2017: 1. Platz Deutsche Meisterschaft Tête-à-Tête
- 2017: 2. Platz Deutsche Meisterschaft Triplette zusammen mit Moritz Rosik und Florian Korsch
- 2019: 1. Platz Deutsche Meisterschaft Triplette zusammen mit Moritz Rosik und Florian Korsch
- 2019: 3. Platz Deutsche Meisterschaft Doublette zusammen mit Sascha von Pleß
- 2022: 3. Platz Deutsche Meisterschaft Doublette zusammen mit Marco Lonken
- 2024: 2. Platz Deutsche Meisterschaft Doublette zusammen mit Tehina Anania[10]
- 2024: 1. Platz Deutsche Meisterschaft Triplette zusammen mit Matthias Laukart und Sönke Backens[11]

## Privates
Stentenbach kommt aus Bonn und hat einen jüngeren Bruder, der ebenfalls sehr erfolgreich im Boulesport unterwegs ist. Sein Vater war Leiter der Ahrtalschule Altenahr und spielt – wie seine Mutter – ebenfalls Boule.